# Mark Overmars
Markus Hendrik Overmars (Zeist, 29 de setembro de 1958) é um cientista da computação e professor de programação de jogos neerlandês conhecido por desenvolver o motor de jogo Game Maker. Este motor permite que as pessoas criem jogos de computador usando uma interface drag-and-drop.
Markus é o chefe do Center for Geometry, Imaging, and Virtual Environments na Universidade de Utrecht. Este centro de pesquisa se concentra na geometria computacional e sua aplicação em áreas como computação gráfica, robótica, sistemas de informação geográfica, imagens, multimídia, ambientes virtuais, e jogos eletrônicos.
Foi orientador de doutorado de outras figuras relevantes na área da geometria computacional, como Marc van Kreveld e Mark de Berg.

## Livros
- Overmars, M. H. (1983). The Design of Dynamic Data Structures. [S.l.]: Lecture Notes in Computer Science, no. 156, Springer-Verlag. ISBN 0-387-12330-X
- de Berg, M.; van Kreveld, M.; Overmars, M. H.; Schwarzkopf, O. (2000). Computational Geometry, Algorithms and Applications 2nd ed. [S.l.]: Springer-Verlag. ISBN 3-540-65620-0
- Habgood, J.; Overmars, M. H. (2006). The Game Maker's Apprentice: Game Development for Beginners. [S.l.]: APress. ISBN 1-59059-615-3